# Lophozozymus incisus
Crabe de fer
Espèce
Synonymes
- Xantho incisus H. Milne Edwards, 1834[1]

Lophozozymus incisus, communément appelé le Crabe de fer, est une espèce de crabes de la famille des Xanthidae (les « xanthes »).